# Traubenkernmehl

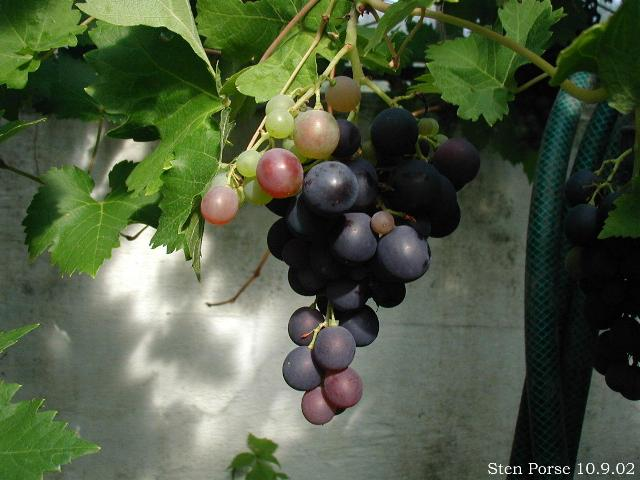
Weintrauben

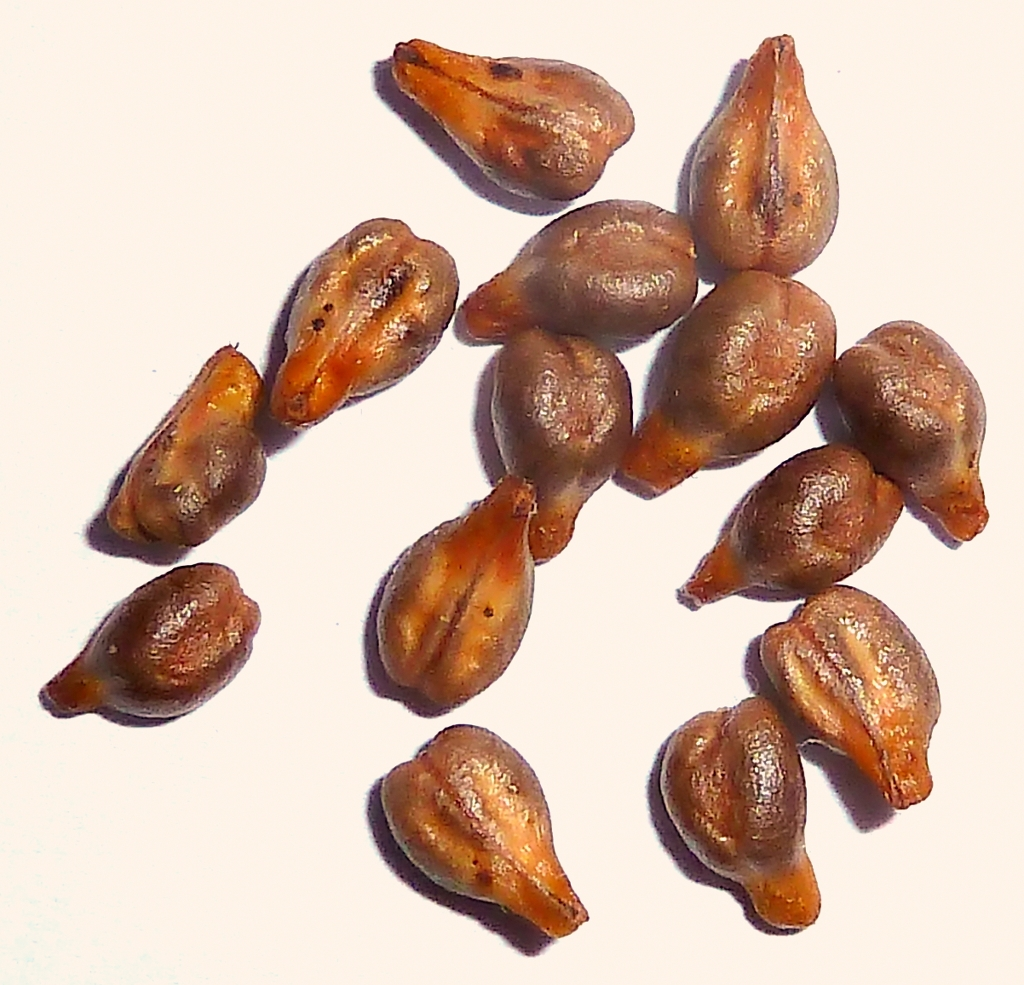
Traubenkerne (Samen)

Traubenkernmehl (auch Traubenkernpulver) ist ein dunkelbraunes Mehl, das aus den Samen (Kernen) von Weintrauben gewonnen wird.

## Herstellung
Für die Herstellung von Traubenkernmehl werden die Traubenkerne nach dem Pressvorgang zur Weinherstellung aus dem Pressrückstand, dem Trester, gewonnen. Eine „Abbeermaschine“ (Drehsieb) trennt die Kerne von der Beerenschale. Die losen Kerne werden dann mittels Warmluft getrocknet und mit einem Windsichter oder einer alten Getreidewinde geputzt, damit die reinen Kerne übrigbleiben. Dann werden die Kerne nochmals getrocknet. Danach werden die getrockneten Kerne kalt gepresst, um aus ihnen Traubenkernöl zu gewinnen. Nach der Pressung verbleibt der Presskuchen, der mittels einer Transportschnecke zerkleinert, durch ein Walzwerk zu Granulat verarbeitet und schließlich in einer Getreide- oder Wirbelstrommühle sehr fein zu Traubenkernmehl vermahlen wird. Die Wärmeentwicklung beträgt dabei 40 bis 50 °C, wobei diese Temperatur nur für wenige Sekunden erreicht wird. Durch dieses schonende Herstellungsverfahren können besonders die ernährungsphysiologisch wertvollen Inhaltsstoffe des Traubenkernmehls erhalten werden.
Durch Extraktion mit Wasser oder Ethanol, aber auch mittels Chloroform und anderem, kann aus Traubenkernen auch Traubenkernextrakt hergestellt werden. Hier ist dann der Gehalt an oligomeren Proanthocyanidinen (OPC) stark erhöht.

## Eigenschaften
Das Besondere an dem nussigen Traubenkernmehl ist das hohe Vorkommen von OPC, einem sekundären Pflanzenstoff mit antioxidativer Wirkung. Die antioxidative Kapazität eines Lebensmittels kann mit dem ORAC-Wert (Oxygen Radical Absorption Capacity) beschrieben werden. Traubenkernmehl ist dank seines hohen OPC-Gehalts eines der Lebensmittel mit dem höchsten ORAC-Wert: 100.000 μmol TE/100g.

## Verwendung

### Verwendung in Lebensmitteln
Traubenkernmehl kann beim Backen anteilig (5 bis 10 Prozent) zu herkömmlichen Mehlen verwendet werden. Es verleiht allen Backwaren und Gerichten einen herzhaften und kernigen Geschmack. Auch ist es zum Panieren oder Mehlieren von Fleisch und Fisch geeignet. 
Es werden fertige Backmischungen für Traubenkernbrot, eine Mehlmischung mit Dinkelmehl sowie verschiedene Nudeln mit Traubenkernmehl angeboten.

### Verwendung als Nahrungsergänzungsmittel
Traubenkernmehl kann pur in Smoothies oder Säfte eingerührt (1 Teelöffel pro Portion) oder in Form von Traubenkernkapseln eingenommen werden. Es kann auch als Beigabe zum Müsli oder Joghurt verwendet werden. 
Wenn Traubenkernmehl zusammen mit Milchprodukten eingenommen wird, kann sich durch das enthaltene Eiweiß die antioxidative Wirkung des OPC verringern.

### Verwendung im Tierfutter
Traubenkernmehl findet aufgrund seiner wertvollen Nähr- und Wirkstoffe Verwendung im Tierfutterbereich und wird von verschiedenen Herstellern als Futtermittelzusatz verarbeitet.

## Nährwerte
Traubenkernmehl ist glutenfrei, laktosefrei und enthält über 50 Prozent Ballaststoffe.
|                                    | Durchschnittliche Nährwerte pro 100 g |
| ---------------------------------- | ------------------------------------- |
| Brennwert                          | 1.129 kJ / 273 kcal                   |
| Wassergehalt                       | 6,1 g                                 |
| Trockenmasse                       | 93,9 g                                |
| Eiweiß                             | 10,4 g                                |
| Fett                               | 4,32 g                                |
| Kohlenhydrate (ohne Ballaststoffe) | 20,0 g                                |
| Zucker                             | 5,7 g                                 |
| Ballaststoffe                      | 56,6 g                                |
| Asche                              | 2,7 g                                 |
| Natrium                            | 1,71 mg                               |
| Vitamin E                          | 0,95 mg                               |